# William Kennedy (Marineoffizier)

William Kennedy

William Kennedy (* April 1814 in Cumberland House, Saskatchewan; † 25. Januar 1890 in St. Andrews, Manitoba) war ein kanadisch-britischer Marineoffizier, Polarforscher und Pelzhändler.

## Leben
1851/52 leitete er eine Expedition zur Aufsuchung der verschollenen Franklin-Expedition. Gemeinsam mit dem französischen Marineoffizier Joseph-René Bellot fuhr er zur Leopoldsinsel an der Nordostspitze von Somerset Island. Die beiden Forscher entdeckten die Bellotstraße zwischen Boothia und Nordsomerset und fuhren durch dieselbe westlich zur Prince-of-Wales-Insel, welches sie bis zum Kap Walker durchreisten.
Da Kennedy fälschlicherweise den Peelsund südlich der Bellotstraße nur für eine Bucht anstelle einer schiffbaren Meerenge hielt, unterließ er es, weiter südlich nach Franklin zu suchen, wo die Expedition vermutlich auf die Schiffe Franklins gestoßen wäre. Kennedy kehrte längs der Nordküste Somersets und über die Beechey-Insel zurück.
Nach seiner Rückkehr verfasste er A short narrative of the second voyage of the Prince Albert in search of Sir John Franklin (1853) über seine arktischen Erlebnisse. Nach William Kennedy ist der Kennedy-Kanal, eine Meerenge zwischen der Ellesmere-Insel und Grönland, benannt.